# Vietnam! Vietnam!
Vietnam! Vietnam! é um filme da Agência de Informação dos Estados Unidos, em inglês United States Information Agency (USIA), sobre a Guerra do Vietnã. O filme, narrado por Charlton Heston, foi filmado no Vietnã em outubro e dezembro de 1968, mas não liberado até 1971. Apesar de John Ford, o produtor executivo, foi para o Vietnã, não participou no trabalho de produção. Ford mais tarde supervisionou a edição e reescreveu o cenário do filme.
Bruce Herschensohn, o produtor, observou que o objetivo do filme era fornecer um "equilíbrio" para a exibição que forneciam os críticos da guerra. Devido a evolução da situação política no Vietnã, o filme passou por inúmeras alterações de roteiro e cortes ao longo de um período de três anos e, quando finalmente lançado, conseguiu ofender quase todos. Resenhas críticas eram desfavoráveis.